# Le Penseur de Rodin dans le parc du docteur Linde à Lübeck
Le Penseur de Rodin dans le parc du docteur Linde à Lübeck est un tableau du peintre norvégien Edvard Munch réalisé vers 1907.
Le docteur Max Linde  (1862-1940) était un médecin ophtalmologue, un mécène et collectionneur de Lübeck. Auguste Rodin lui a vendu en 1905 une reproduction plus grande du Penseur, que le docteur a installée dans le parc de sa résidence à Lübeck. Pour le soutenir financièrement, Linde commande à son ami Edvard Munch plusieurs tableaux, dont un qui représente la statue dans le parc et qui est réalisé par Munch en octobre 1908. Ces deux œuvres témoignent, selon Linde, d'« une volonté commune [des deux artistes] de repousser les limites de la représentation ».